# Euriphene chalybeata
Euriphene chalybeata är en fjärilsart som beskrevs av Talbot 1937. Euriphene chalybeata ingår i släktet Euriphene och familjen praktfjärilar. Inga underarter finns listade i Catalogue of Life.